# 脈診

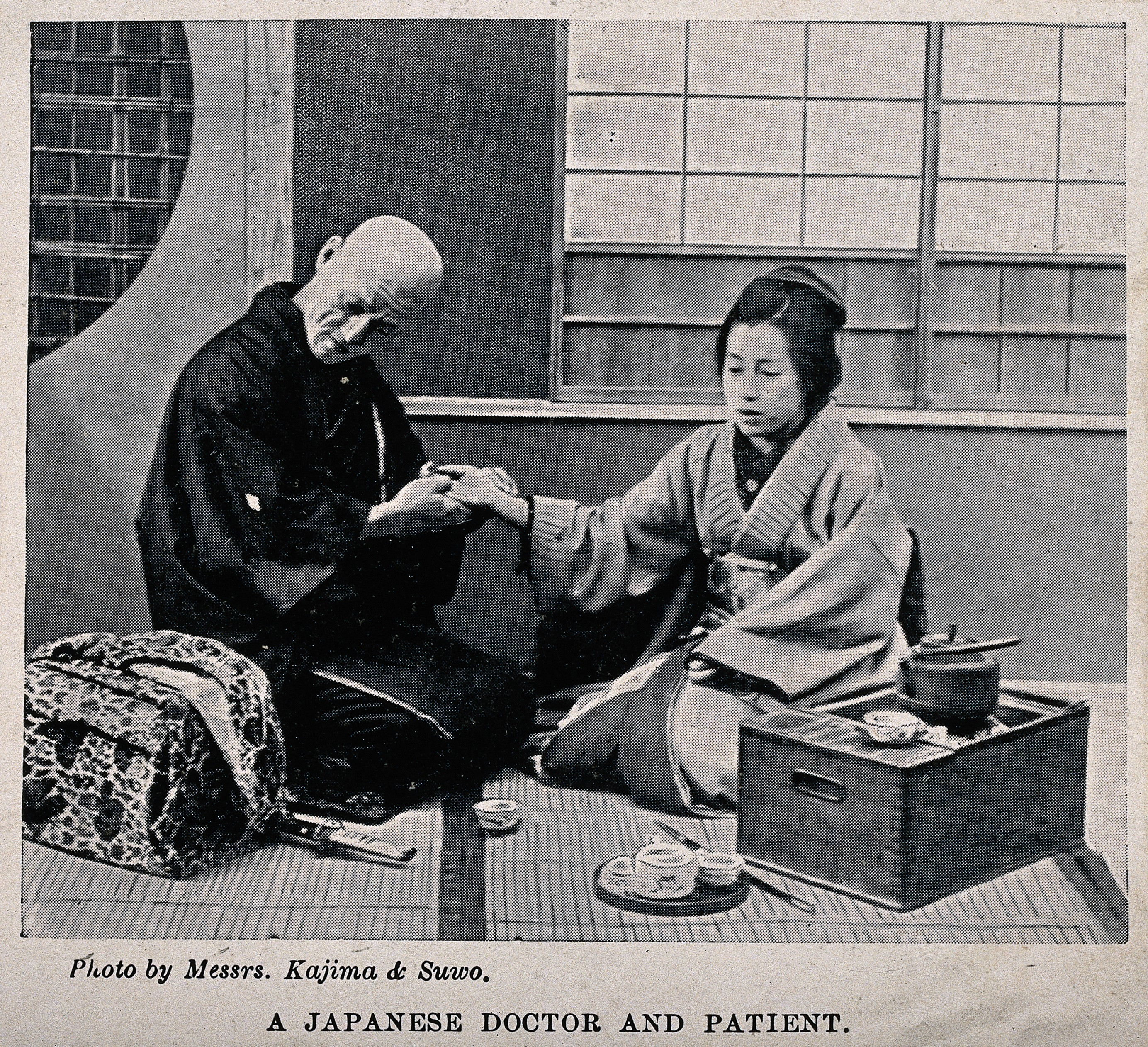
脈診の様子、日本

脈診（みゃくしん）は、患者の脈に触れて拍動の強さや早さ、硬さや太さ、浮き沈みなどを把握することで、疾病の状態を診察する方法。中国医学では、気血の状態が脈に現われ、脈診で臓腑の様子が分かると考えたため、古くから行われ、診断において重視された。昨今の中国医学では、四診（望診・聞診・問診・切診）の一つである切診に含まれる。
アーユルヴェーダ（インド伝統医学）でも古くから用いられており、また古代ギリシャに始まるユナニ医学（ギリシャ・アラビア医学）は、体液のバランスの崩れが病気を引き起こすという体液病理説（四体液説）であったため、体液の状態を知るために 尿診と共に脈診を重視した。

## 中国医学の脈診

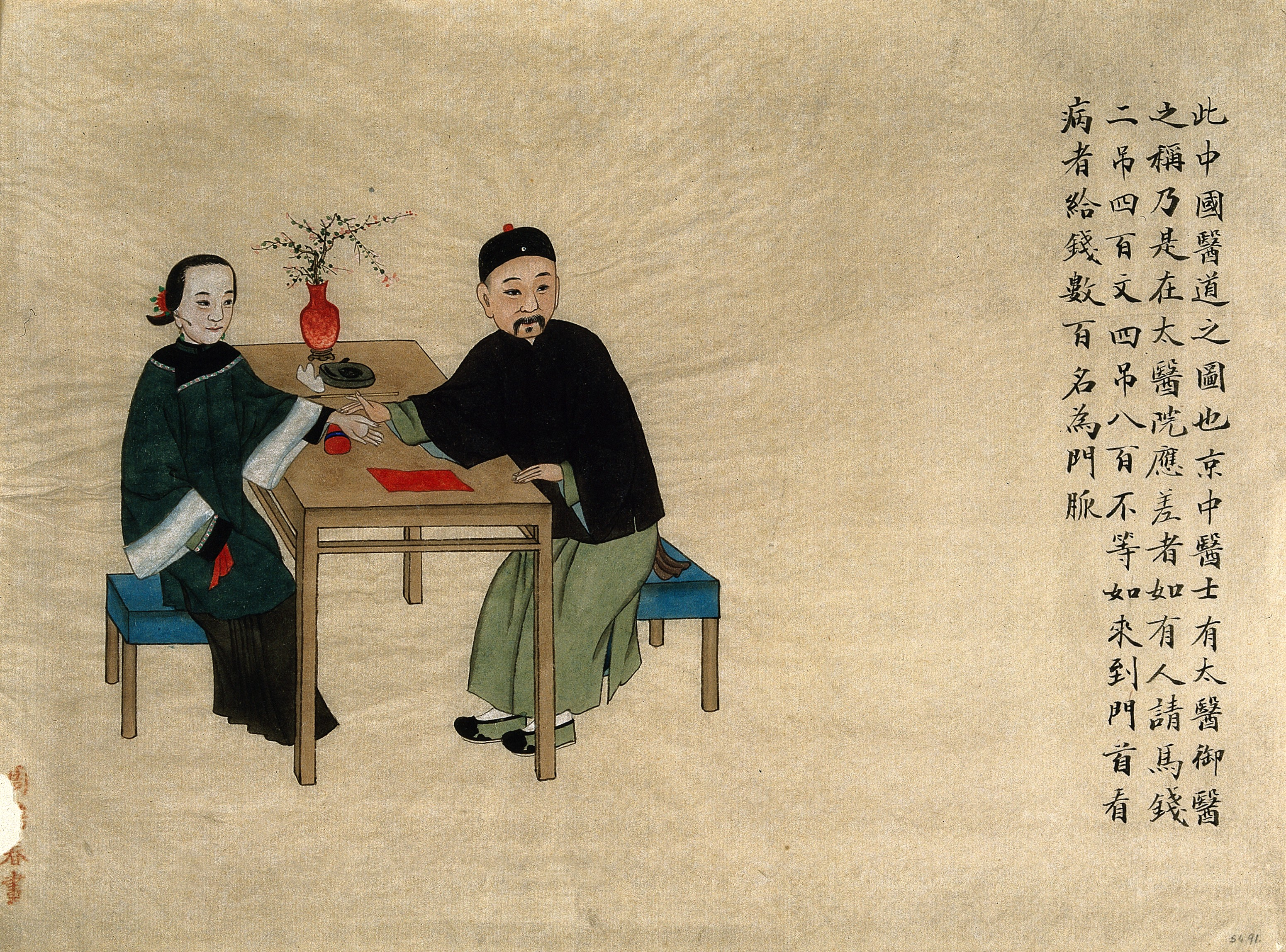
脈診の様子、19世紀中国

身体をめぐる経脈（気血が流れるルートで、五臓六腑の経に心包経を加えた12経）の拍動を触れることによって、その身体の状態を推測し、各臓腑の陰陽虚実やバランスなどを調べ、病気の診断や予後の判定を行い、治療方針を立てる方法であり、現代医学も脈拍の速さや強さやリズムで診断の助けとするのと近いと考えればよい。しかし、脈という現状の解釈には独自の思想と理論が反映される。
脈診には大きく、比較脈診と脈状診の二つがあり、『黄帝内経』の時代には、三部九候診、人迎脈口診という比較脈診が基本とされた。現在の中国では、『黄帝内経』や『傷寒論』にも記載される手の寸口の脈を触れて、その脈の状態（脈状）で病態を把握する脈状診が主流である。基本的に中医学では明清代以降の医学を土台とするため、李時珍の『瀕湖脈学』などの脈診が基調となる。ちなみに現代中医学の土台となった古典テキストには『張氏医通』『医宗金鑑』などが挙げられる。
現在、日本では『脈経』（直接的には八木下勝之助の脈診であり、内容は『難経本義の挿入図）を起源とする六部定位診が一般的である。この脈診は『難経本義』を元に昭和16年に創作された新しい鍼灸療法である経絡治療で行われる脈診法であ。また、六部定位診は、手の寸口のみで五臓の状態を推測できる画期的な方法であるが、問診を問診が診察の主体とならない。現在はさらに追加要素が加えられ、人迎気口診や#脈位脈状診など、脈状を交えて診断を行う方法が広まっている。
現在、日本には多くの鍼灸治療法があるが、古典的用語を使っているように見えて、実際には現代中医学の言葉を用いる場合があり、中医学の理論によって病態を解説する場合が多い。しかし、実践的臨床として、《脈診》→《手足の要穴に刺鍼》→《脈診》というパターンを保持する様は、どれも経絡治療を土台とするもの、またはその亜流に属すものばかりであり、経絡治療が独自の用語、理論、方法を持つことが、日本の鍼灸医学が発展することにつながるのではないかとする考え方もある。
脈診は経験論的な方法論のみに基づくものではないが、方法論の有効性に関しては科学的／医学的観点からの解明が待たれている側面は否定できない。そこで古来の脈診の方法論に科学的な視点をもたらすべく、現代の定量科学に基づく「脈診器」等の開発に期待したい。

### 三部九候診（さんぶきゅうこうしん）
『黄帝内経素問』にある脈診法で、世界には天人地の三つがあるという考え方から、人体においても天人地を求め、これに対応する脈拍で診断する方法。頭頚部に3箇所、手に3箇所、足に3箇所の拍動部を求め、これの強さなどでもって診断を行う。漢代当時にどのような実用がなされていたかがわからないが、主に鍼灸の診断で行われていたと思われる。後述する『霊枢』の人迎脈口診に移行したとも考えられる。三部九候診から人差指のあたる所を寸部、中指のあたる所を関部、薬指のあたる所を尺部とした寸関尺診が生まれたとの説もある。

### 脈状診
現代中医学の脈診法や日本では『難経』による季節の脈診、古典鍼灸研究会の井上雅文の脈診法（人迎気口診などがある。後述する脈位脈状診は従来の六部定位診の六部位に幾つかの脈状診を付加したものである。
脈状診の仕方は、片手の橈骨動脈の拍動を触れて、その打ってくる脈動の感じ方を古典に記載される概念を用いて分別して診断を行う。日本漢方と中医学では、男性は左手、女性は右手で行うが、日本の鍼灸師は六部定位の系統にある方法では両手の脈状を診察する。
橈骨動脈に触れる脈の状態を脈状といい、時代や書籍によって種類が異なる。主に脈の浮・沈・数・遅などの脈状により診断がなされるのは、祖脈診という。中医学の脈診では下記の28脈状を重視する。
日本漢方は、方証相対（証に合わせて処方を決めること）的思考を重視し、腹診に重点を置き、脈診については『傷寒論』などの脈状を用いる。中国や韓国の脈診も脈状診であり、文化的に腹診に対する抵抗感があったのか腹診は発展しなかったという。チャングムでは、脈診で疾患を診断する場面があり、中国の脈診と相似するものと思われるが、韓医学は金元から明代の医学を吸収しつつも、漢代の医学を基本とした独自の発展を遂げている。
脈象については、陽経の脈を七表（浮・芤・滑・実・弦・緊・洪）、陰経の脈を八裏（微・沈・緩・濇・遅・伏・濡・弱）、両方の脈を九道（長・促・短・虚・結・牢・動・細・代）という。

### 祖脈診
『鍼灸重宝記』に記載される浮沈・遅数・虚実の六対の脈状をいう。井上雅文の人迎気口診より滑濇が追加されて八祖脈となる。陰陽虚実、もしくは寒熱虚実、気血の多少を証として導くための方法である。中医学では1958年の『中医学概論』に六対の「六綱脈」として記載される。

### 人迎脈口診（じんげいみゃっこうしん）
黄帝内経霊枢（こうていだいけいれいすう）という古典にある脈診法で、喉仏の両脇にある頸動脈で最も強く拍動している部分である人迎（じんげい）という位置と、前腕の寸口（これを脈口とも呼ぶ）で打っている脈動の強さを比較する診断法。主に経絡の虚実を診断することで、各経の陰陽虚実を決める。近年では長く実践されることが少ない診断法であったが、小椋道益が復活を試みているが、その後の日本の鍼灸に広く浸透することはなかった。

### 人迎気口診（じんげいきこうしん）
井上恵理の系統である井上式経絡治療におって行われる脈診。2代目の井上雅文が、『脈経』や『傷寒類証活人書』にある人迎気口診を金元代の医書を土台にして、現代に活用させたもの。古典的内容であり、現代的でもある。人迎は左手の関前一部であり、気口は右手の関前一部である。それぞれの脈状と左右差をみて、診断を行う。ここで用いられる脈状は虚・実・浮・沈・遅・数・滑・濇（さんずい＋嗇）の8つであり、脈状の数としては中医の脈診よりも少ないが、その分、正確さに秀で、間違いが少ない。

### 六部定位診（ろくぶじょういしん）
現在、古典に則った脈診法としては最も広く行われている法である。術者と病人が向かい合って座り、術者の中指を病人の橈骨茎状突起のすぐ内側にある橈骨動脈の拍動部に当て、人差し指・薬指を軽く添える。このとき人差し指の当たる部分を寸口（すんこう）、中指の当たる部分を関上（かんじょう）、薬指の部分を尺中（しゃくちゅう）という。指を浮かして左の寸口・関上・尺中がそれぞれ小腸・胆・膀胱、沈めて心・肝・腎、右は浮かせて大腸・胃・三焦、沈めて肺・脾・心包（命門）を調べるというが、この陽経を選択する方法については、行っている者とそうでない者がいる。また、六部定位診は、『難経』を基本としているといわれるが、『難経』にはこの診断法の記載が無い。実際には昭和期以降に井上恵理を中心に『脈経』（王叔和著）を参考に開発された新しい方法である。（ただし、現代中医学の脈診も歴史的には同じくらい。）

### 脈位脈状診（みゃくいみゃくじょうしん）
経絡治療学会が教科書して編纂した『日本鍼灸医学(経絡治療、基礎編) 』に記載される新しい脈診法である。これまでの六部定位診に左右六部（寸口・関上・尺中）ごとの脈状を加えている。元・滑寿『診家枢要』に二十四脈状と六部位の対応が記載されるが、脈位脈状診では、五蔵に寒熱虚実を加味した十三病証ごとに出現する脈状が決まっている。実用化には踏み切れていない可能性が高いが、進化した脈診法として期待するべきところが大きい。

## アーユルヴェーダ

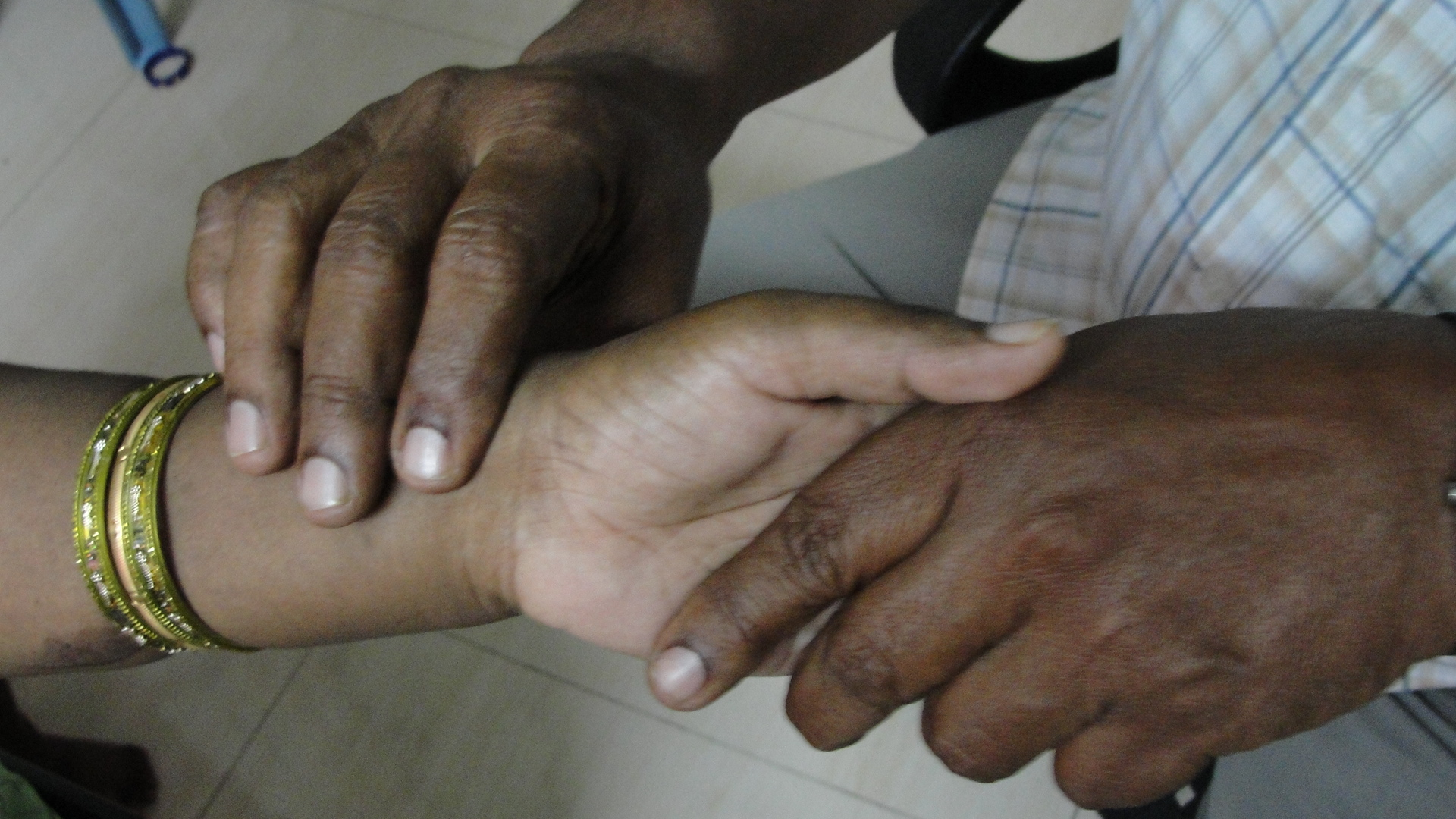
アーユルヴェーダの脈診

アーユルヴェーダの脈診ナディー・パリークシャーは、右手の人差し指、中指、薬指を使って行われ、患者が男性の場合は右手、女性の場合は左手の脈が診られる。ヴァータの状態は人差し指、ピッタは中指、カパは薬指で感じられるとされ、脈を感じる深さによって、患者のドーシャの先天的なバランスと現在の状態を判断する。
脈診は、インドにおいてはインド起源と認識されているが、古典医学書『チャラカ・サンヒター』の段階では脈診の記述が全くないため、中国医学の影響で行われるようになったと考えられている。アーユルヴェーダ医（B.A.M.S.）のRajesh .A. Shrotriya は、ナディー（ナディー管、脈管、経絡）の概念は、アーユルヴェーダと関係の深いバラモン教で、解脱を目指す修行ヨーガの実践者ヨーギーによって研究されたと述べている。ナディーにはプラーナ（prāṇa、中国医学の気に比される概念）という生命エネルギーが流れているとされ、ヨーガでは解脱に関係すると考えられた。

## ユナニ医学
古代ギリシャに始まる西洋伝統医学ユナニ医学（ギリシャ・アラビア医学）は、体液のバランスの崩れが病気を引き起こすという体液病理説（四体液説）であったため、体液の状態を知るために 尿診と共に脈診を重視した。東ローマ帝国のテオフィロス・プロトスパタリオス（7世紀）は中国医学の影響を受けて脈拍についての論文を書いた。ヨーロッパでも近世までユナニ医学が大学で教えられており、イスラム圏だけでなくヨーロッパでも行われていた。

## ギャラリー

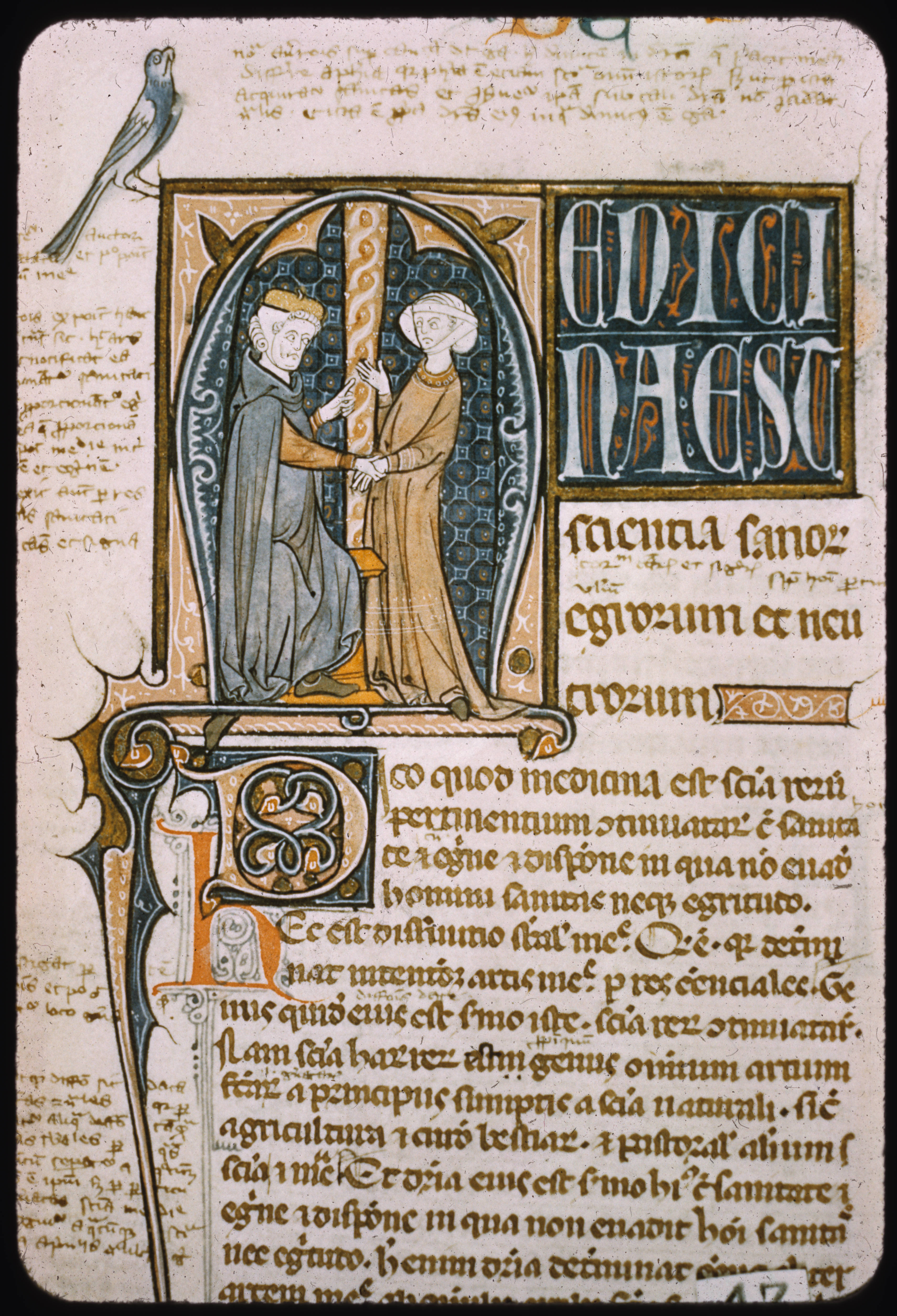
ガレノスのラテン語の写本、13世紀
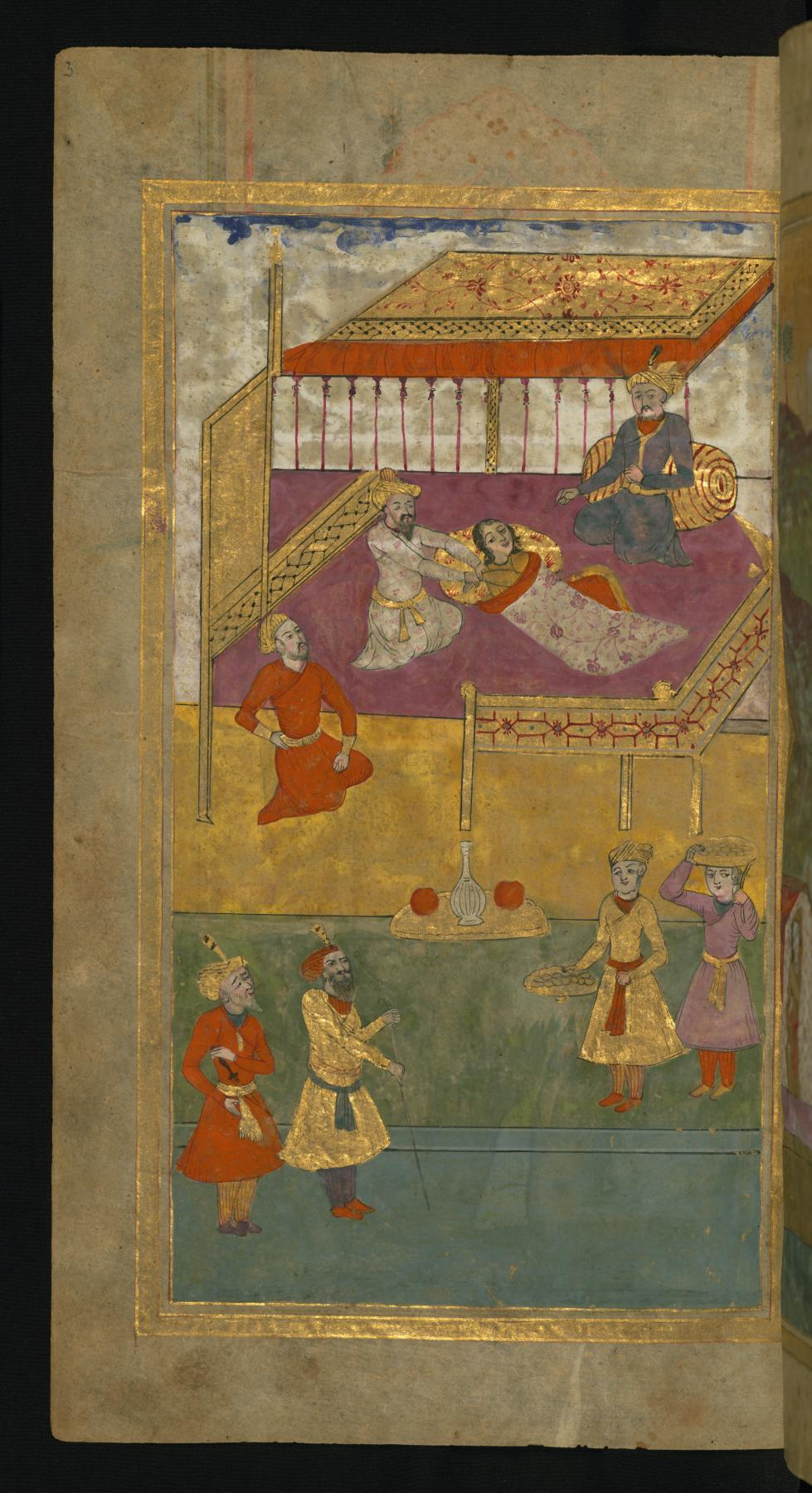
ペルシャ、17世紀
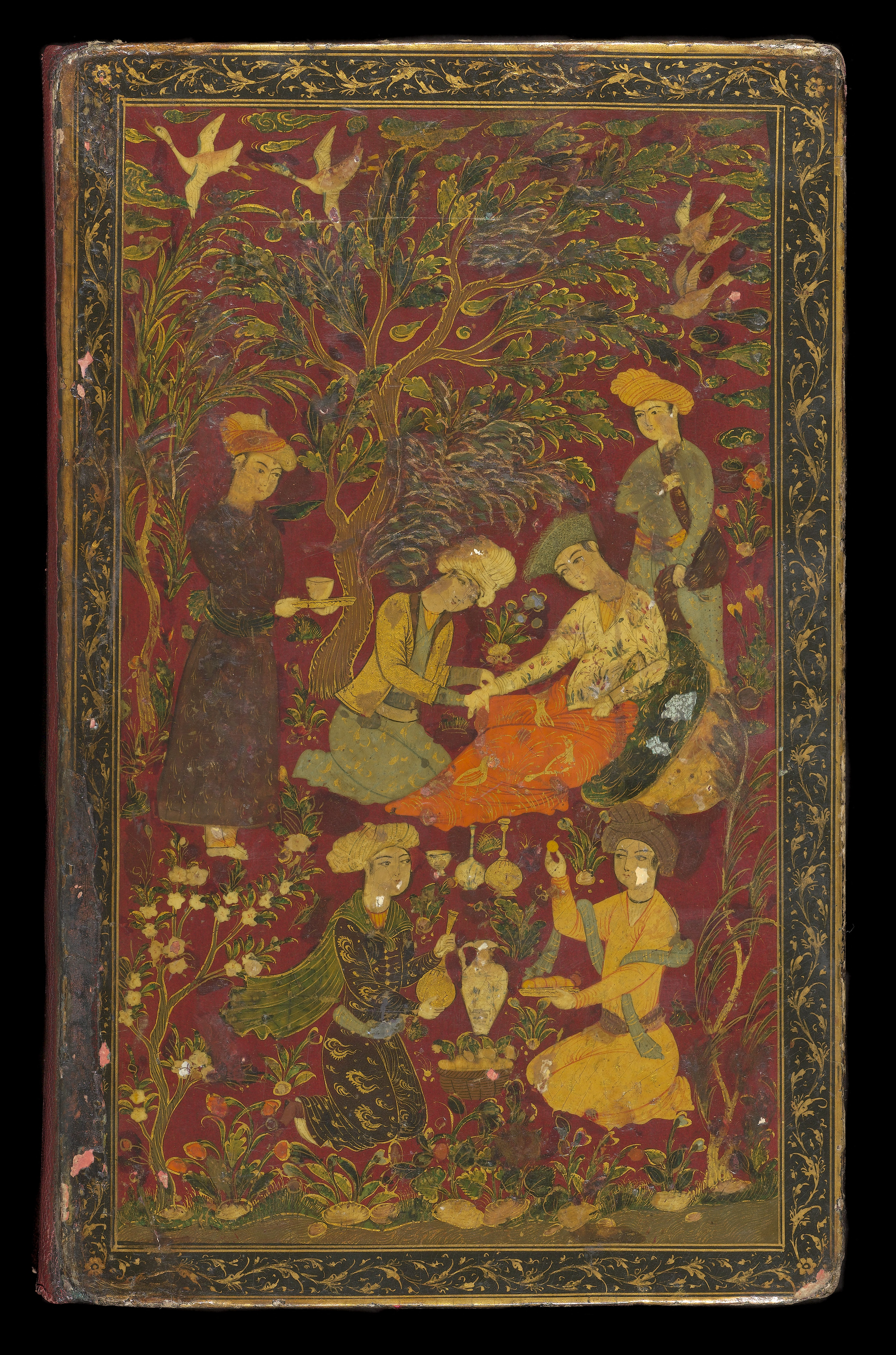
イブン・スィーナー『医学典範』裏表紙。イラン、1632年
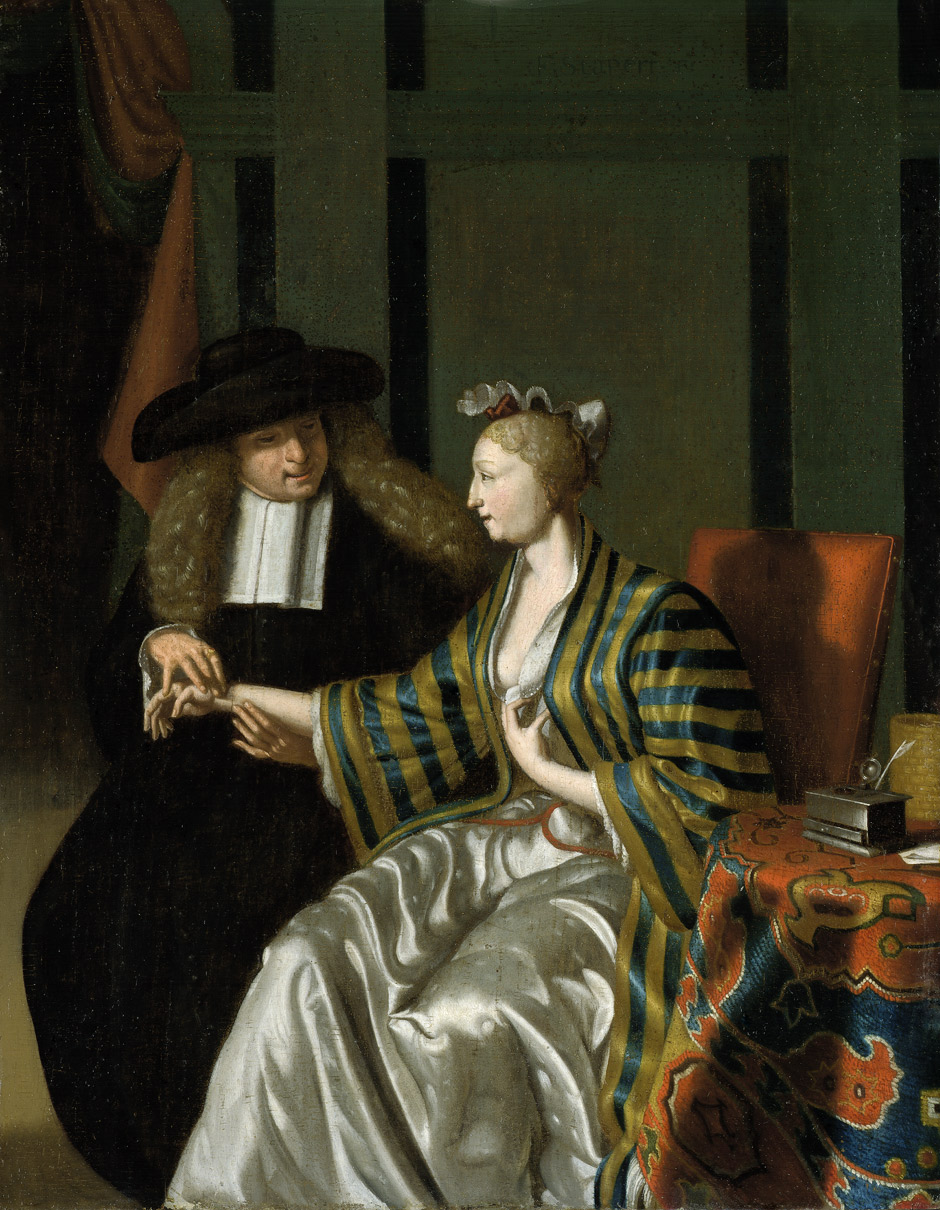
ネーデルランド、1717年頃
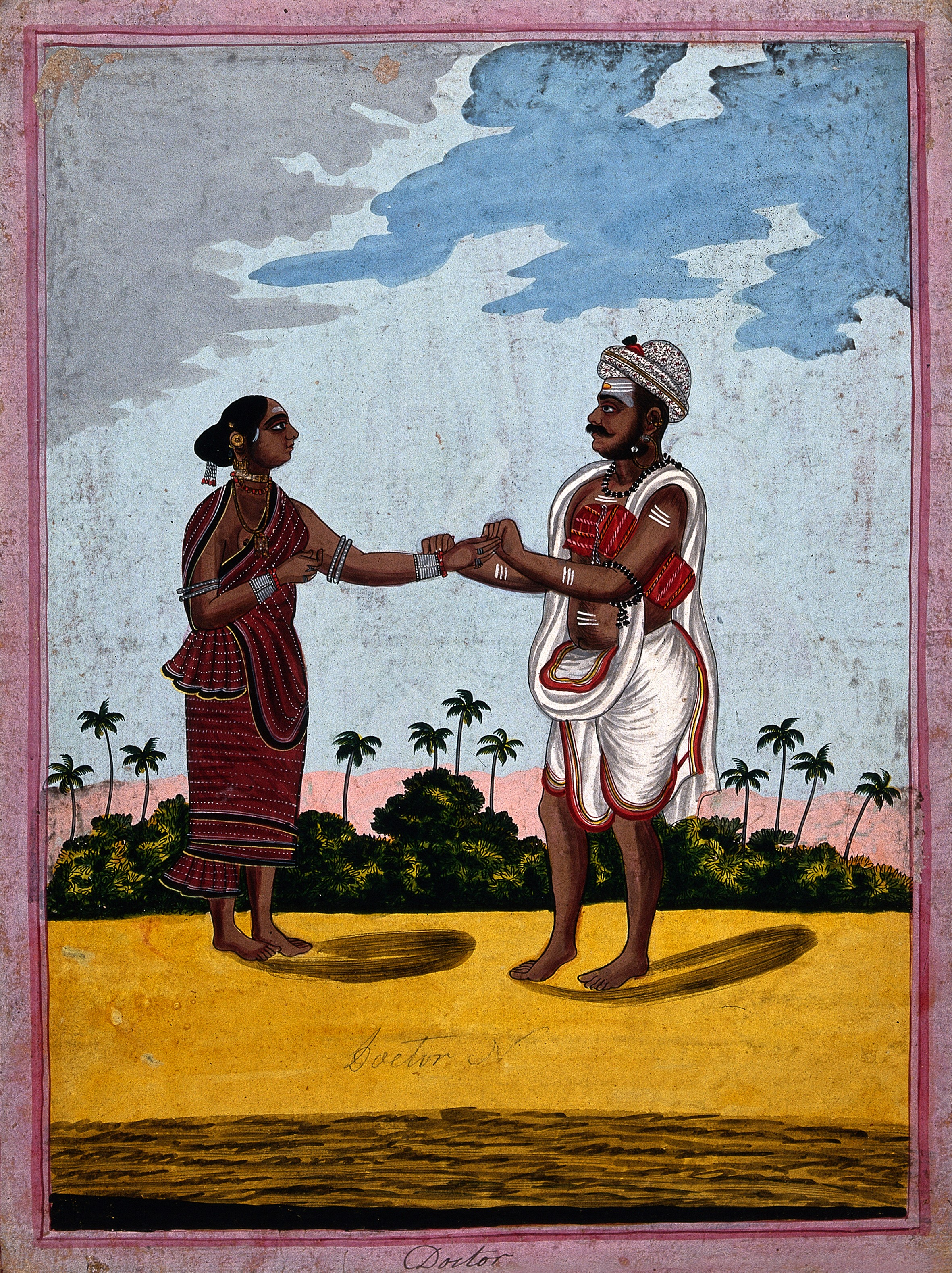
インド
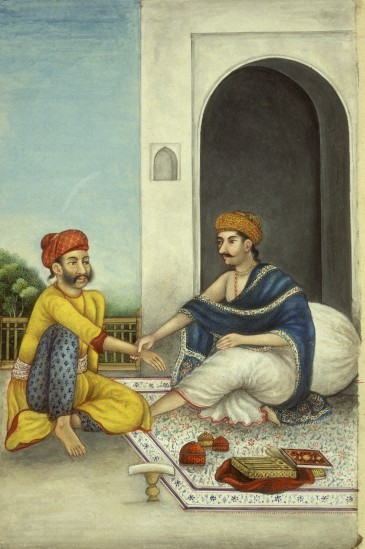
インド、19世紀
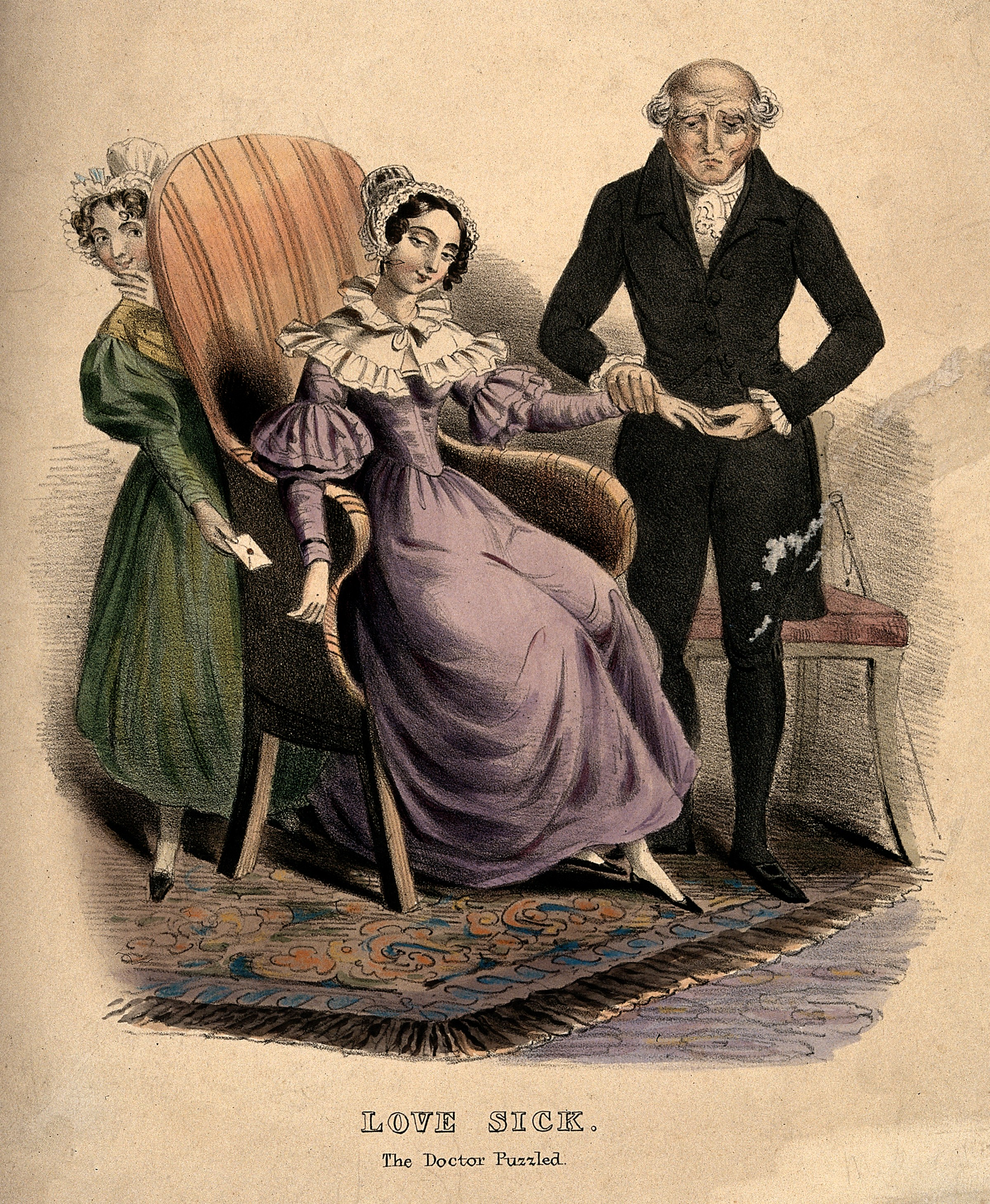
イギリス、19世紀
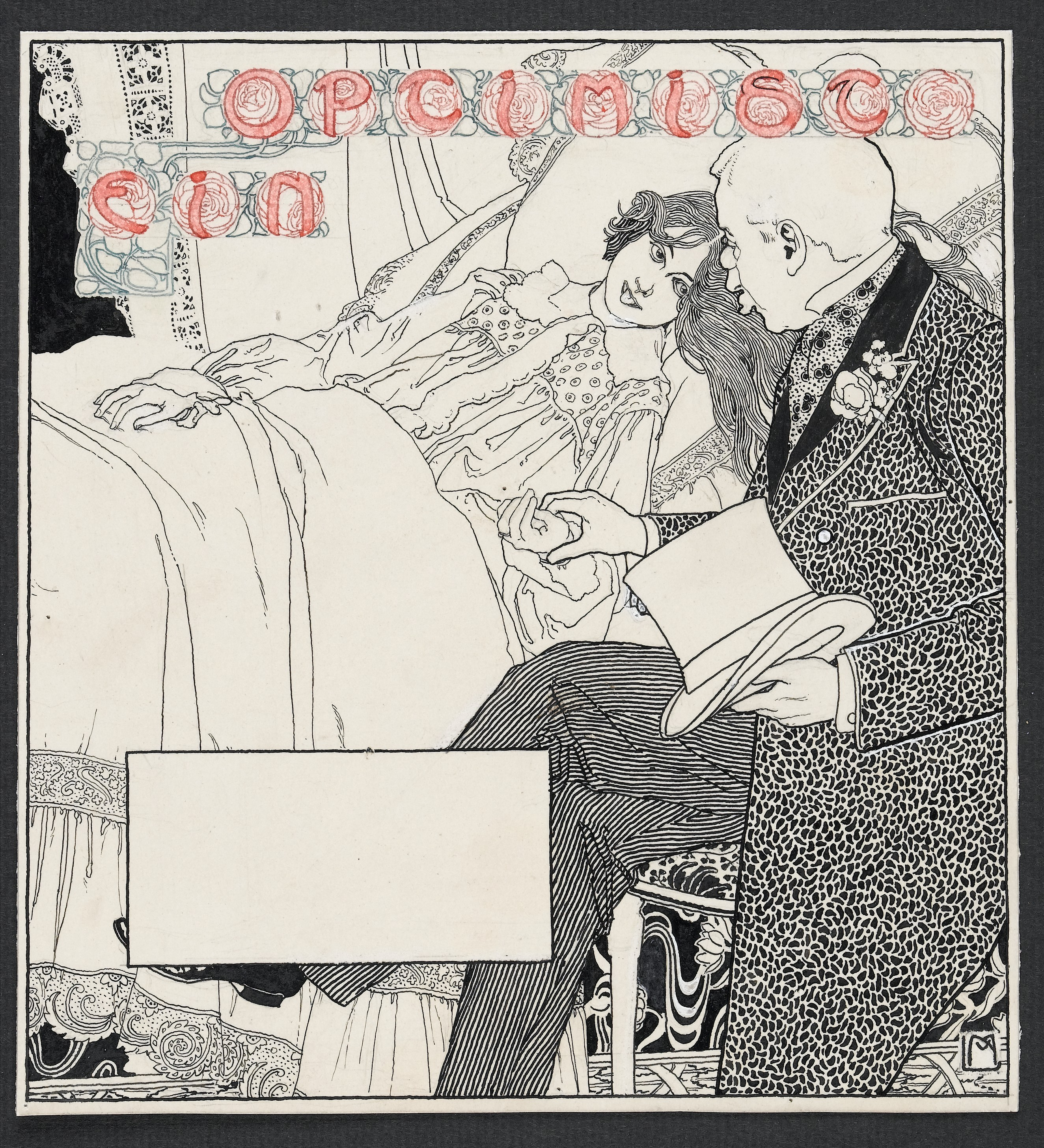
ドイツ、20世紀